# Ekkehard Kyrath
Ekkehard Kyrath (né le 20 juillet 1909 à Köslin, mort le 20 janvier 1962 à Berlin) est un directeur de la photographie allemand.

## Biographie
Ekkehard Kyrath travaille pour Ufa et Terra comme premier assistant opérateur à partir de 1928 puis directeur de la photographie en 1938. En 1937, il travaille aux côtés de son professeur Günther Rittau dans Verklungene Melodie.
Après d'autres films avec Rittau, le film français L'Héritier des Mondésir avec Fernandel, tourné à Berlin, devient sa première œuvre sous sa seule responsabilité. Immédiatement après, il est également derrière la caméra pour le premier projet de réalisation de Rittau, L'Océan en feu.
Kyrath réalise un certain nombre de comédies et de mélodrames au cours des années suivantes. Après la Seconde Guerre mondiale, il peut continuer son travail de directeur de la photographie, avec Hans Albers comme acteur principal à plusieurs reprises. En 1961, Kyrath, gravement atteint d'un cancer, doit confier la direction à Karl Löb lors du tournage du mélodrame sur l'avortement Ich kann nicht länger schweigen (de).

## Filmographie
- 1939 : Meurtre au music-hall
- 1939 : L'Océan en feu
- 1939 : In Sachen Herder contra Brandt
- 1940 : L'Héritier des Mondésir
- 1940 : Die gute Sieben
- 1940 : Für die Katz’
- 1941 : Blutsbrüderschaft
- 1941 : Der laufende Berg
- 1941 : Frau Luna (de)
- 1942 : Violanta
- 1943 : Der Ochsenkrieg
- 1943 : Du gehörst zu mir
- 1943 : Gefährlicher Frühling
- 1944 : Sommernächte (de)
- 1944 : Das war mein Leben
- 1945 : Kamerad Hedwig (de)
- 1948 : Intimitäten
- 1948 : Die Zeit mit Dir (de)
- 1949 : Verführte Hände (de)
- 1949 : Derby (de)
- 1949 : Ne jouez pas avec l'amour (de)
- 1949 : Des invités dangereux (de)
- 1950 : Nur eine Nacht (de)
- 1950 : Maharadjah malgré lui (de)
- 1950 : Der Schatten des Herrn Monitor (de)
- 1950 : Insel ohne Moral (de)
- 1951 : Der Fall 7 A 9 (de)
- 1952 : Panique au zoo (de)
- 1952 : Valse dans la nuit
- 1952 : Keine Angst um unsere Jugend
- 1953 : Sur la pointe des pieds
- 1954 : Ein Leben für Do (de)
- 1954 : Fräulein vom Amt (de)
- 1954 : Esclaves pour Rio (de)
- 1954 : An jedem Finger zehn
- 1954 : Die verschwundene Miniatur (de)
- 1955 : Wie werde ich Filmstar? (de)
- 1955 : Reifende Jugend (de)
- 1955 : Les Yeux bleus (de)
- 1957 : Violence sous les tropiques (de)
- 1957 : Von allen geliebt (de)
- 1957 : Das Herz von St. Pauli
- 1957 : Woman and the Hunter (en)
- 1957 : L'Étau
- 1958 : Der Mann im Strom
- 1958 : 13 kleine Esel und der Sonnenhof (de)
- 1959 : Le Retour de Bobby Dodd (de)
- 1960 : La Jeune Pécheresse
- 1960 : Le Dernier Témoin
- 1962 : Ich kann nicht länger schweigen (de)